# القلعة (ولاية غليزان)
القلعة أو قلعة بني راشد هي إحدى بلديات ولاية غليزان الجزائرية. تقع على بعد 32 كلم غرب ولاية غليزان بلغ عدد سكانها 11659 نسمة وفق إحصاء 2008. إذ يعود تأسيسها إلى العام 1153مـ من طرف بني اسحاق حيث قامت على أنقاض الحضارات القديمة المتعاقبة عليها.

## التسمية
شهدت تسمية القلعة العديد من التغيرات حيث كانت في كل فترة تحمل إسما مغايرا لسلفه ومن أبرز الأسماء هي :
1. تاسقدالت :البكري: «وبغربي مستغانم على ثلاثة لأميال مدينة مزغران وعلى مقربة منها قلعة هوارة ويسمونها  تسكدالتوهي في جبل لها ثمار ومزارع وتحت هذه القلعة يجري نهر سيرات»[3]
2. عين الصفاصف :
  1. إبن حوقل :«ومن مدينة فكان إلى المعسكر قرية عظيمة لها أنهار وأشجار وفواكه ،مرحلة ومن المعسكر إلى توجان إلى عين الصفاصف  قرية كبيرة لها عين وأنهار وفواكه»[4]
  2. الإدريسي :«ومنها إلى جبل فرحان مارا مع أسفله إلى قرية عين الصفاصف وبها فواكه كثيرة وزروع ونعم»[5]
3. قلعة هوارة :نسبت القلعة لقبيلة هوارة ولزعيمها إسحاق الهواري الذي شيدها عام 1153م وتواصل ملكهم حوالي قرنين من الزمن إلى أن خلفهم بنو راشد  وتطرق لها الحسن الوزان في كتابه الشهير وصف إفريقيا«فالأولى تدعى قرية هوارة ، وتضم أربعين بيتا من الصناع والباعة. وقد بنيت على هيئة حصن على سفح جبل بين واديين.» [6]
4. قلعة بني راشد : واستقرت التسمية إلى يومنا هذا نسبة لقبيلة بني راشد [7]

## جغرافيا
تقع بلدية القلعة في منطقة جبلية غرب ولاية غليزان

### أحياء القلعة
تضم القلعة العديد من الأحياء والأحواز أبرزها :
- السوخ
- الدبة
- مسراتة
- البراق
- السمار
- الدرجة
- الكدية
- الهناشرية
- بني هاشم

## التاريخ

### العصرالوسيط
.في أواخر القرن الثاني الهجري وبداية القرن الثالث الهجري، قامت الحرب بين قبيلة هوّارة والإمام الرّستمي الثاني عبد الوهاب، وانتهت بهزيمة الهوّاريين واندحارهم خارج تيهرت، ولم يعطنا ابن الصغير صاحب الرّواية أيّ تفاصيل عن المكان الذي أسّسوا فيه مملكتهم الجديدة مكتفيا بالإشارة إلى جبل ينجان، ولولا نصّ اليعقوبي الذي أكمل معطيات ابن الصغير لما تمكّنا من تحديد مكان هذه المملكة التي زارها في الربع الأخير من القرن الثالث الهجري، وذكر اسم أميرها ابن مسالة والمدن التابعة له وهي يلل والقلعة، ممّا يوحي بأنّ القلعة قد تأسست قبل زيارة اليعقوبي لها يعني قبل 284 هجري. وقد ظلت حاضرة منذ ذلك التاريخ في المصادر الجغرافية والتاريخية، وعُرفت بأسماء مختلفة مثل مدينة الجبل، وعين الصفاصف، وتاسقدالت، وقلعة هوّارة، وأخيرا قلعة بني راشد، وهي اليوم إحدى بلديات جنوب غرب ولاية غليزان على الحدود مع ولاية معسكر، وتحمل اسم القلعة.
وبادرت السلطات الولائية مؤخرا بعدة عمليات قصد إعادة الاعتبار للآثار والممتلكات الثقافية لقلعة بني راشد لإنقاذها من التدهور الذي لحق بها بفعل الإهمال وتقلبات الزمن.
وفي هذا الإطار تم تخصيص غطاء مالي لعملية دراسة وترميم لحماية المدينة والمحافظة على آثارها وتثمينها قصد استعادة القيمة التاريخية لهذا المعلم الهام وفقا لما صرح به ل«وأج» مدير الثقافة السيد مسحوب الحاج الذي أوضح أن
مديرية الثقافة قد رفعت للمرة الثانية إلى الوزارة الوصية ملف مدينة القلعة قصد تصنيفها ضمن التراث الوطني واستفادتها من عمليات الترميم والحماية وجعلها وجهة سياحية بالمنطقة.
وضمن هذه المساعي قام فريق من الباحثين من المركز الوطني للبحوث في عصور ما قبل التاريخ والأنثروبولوجيا منتصف ديسمبر الماضي بمسح أولي ومعاينة لمنطقة القلعة حيث تم العثور على أدوات حجرية وفخاريات وبقايا عظمية لحيوانات (وحيد القرن والغزال وأبقار) وجمجمة بمغارة «مصراته» تعود إلى إنسان العصر الحجري وفق ذات المتحدث.
إدراج القلعة ضمن المسلك السياحي للولاية
تم مؤخرا إدراج منطقة القلعة ضمن المسلك السياحي لولاية غليزان باعتبارها تحوي على مناطق تاريخية وتستقطب السياح والباحثين استنادا لما ذكره مدير السياحة والصناعات التقليدية الجيلالي طوالبية.

### العصر العثماني
وقد عرفت هذه البلدة التي تعود إلى العهد العثماني ازدهارا ثقافيا وعمرانيا حيث لا تزال بنايتها المتميزة قائمة تقاوم وتنتظر الترميم.
ويعود تأسيس هذه البلدة التي تسمى أيضا «الهوارة» إلى القرن السادس عشر حسب بعض المصادر التاريخية التي ذكرت أن «قلعة بني راشد» حملت هذا الاسم نسبة إلى راشد بن محمد المنتمي إلى قبيلة مغراوة وان العثمانيين اتخذوها كحصن لهم.
ومن أهم آثار هذه المدينة المتميزة بشوارعها الضيقة المسجد العتيق الذي تم تشييده سنة 1734 من قبل الباي بوشلاغم وكذا المقبرة العثمانية. كما تشتهر القلعة بإنجابها العديد من علماء الدين.
حيث كانت القلعة محطة سياسية هامة للأتراك وتعد معركة السوخ بالحي العتيق التي جرت بالقرب من المسجد بتاريخ 27 رمضان 1518مـ ضد الغزاة الاسبان والمتحالفين معهم والتي سقط فيها الكثير من الشهداء من ذلك اسحاق أخ خير الدين بربروس المدفون بسيدي دحمانْ ومؤذن المسجد بن سعيد وبومعزة الصباغ أبو العلامة المؤرخ والقاضي محمد الصباغ ومصباح واسكندر بن السعيد اخ اسحاق، وخلال هذه المرحلة التاريخية الهامة تعرضت المدينة للحصار الاسباني لمدة ستة أشهر وصمدت المنطقة وهذا بسبب لحمة القبائل المجاورة للقلعة ومساندتها لها كقبائل بني شقران وفليتا ومجاهر .. ويذكر أَنَّ المحاصرون خلال معركة السوخْ اشعلوا نبات الديس الذي نتج عنه الدخان الكثيف فاصبح النهار ليلا مما تسبب في تقهقر الاسبان .
واستنادا لذات المتحدث فإنه سيتم تحويل وحدة الزربية بالقلعة المتوقفة عن النشاط منذ سنوات الثمانينات من القرن الماضي إلى مركز للصناعة التقليدية يشمل جميع حرف المنطقة على غرار الفخار والنسيج والدوم والجلود علاوة على برمجة تكوين لفائدة حرفيات المنطقة على مستوى دار الحرف والصناعات التقليدية لغليزان.
للإشارة تتميز زربية قلعة بني راشد بمواصفات تنفرد بها عن باقي الزرابي كونها من أصناف النسيج المخملي (بالعقدة) ومستوحاة من الفن الأندلسي المغاربي وتعد صناعة نسائية بحتة. وقد نالت في الماضي شهرة كبيرة خارج الوطن ولعدة قرون حيث كان الطلب عليها من طرف العائلات الثرية كسلعة عزيزة ونادرة حسب مصادر تاريخية.

## الثقافة
مدينة القلعة امتزجت فيها المجموعات السكانية من الأمازيغ والعرب والاندلسيين والعثمانيين فكان التعايش والتسامح من مبادئ المجتمع القلعي

## الإقتصاد

### الصناعة

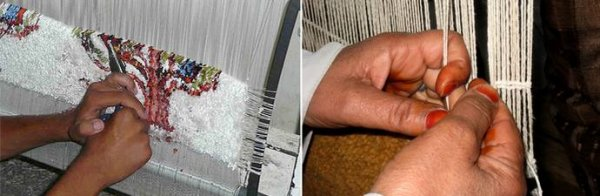
صناعة الزربية في قلعة بني راشد.

ذكر أن زربية قلعة بني راشد يعود تاريخها إلى القرن السادس عشر حسب بعض المصادر التاريخية وتذكر بعض الروايات العثمانية أن هذه الزربية هي عبارة عن إعادة إنتاج للزرابي الآسيوية والشرقية فيما تعتبرها مصادر أخرى انها اصلية كانت متواجدة منذ تأسيس قلعة بني راشد منذ 9 قرون، أما السيد بوعلام معزة الذي أسس متحفا متواضعا بالقلعة جمع به كل ما هو نفيس ونادر وحافظ على صناعة زربية القلعية من خلال أهل بيته يرى أن تاريخ هذه الزربية يعود إلى عهد سقوط غرناطة بالأندلس سنة 1492 وقدوم حرفيين إلى منطقة القلعة. وتتميز زربية قلعة بني راشد كونها من أصناف النسيج المخملي (بالعقدة) وهي مستوحاة من الفن الأندلسي المغاربي وتعد صناعة نسائية بحتة، وقد نالت شهرة كبيرة لعدة قرون حيث كان الطلب عليها من طرف الطبقة الثرية كسلعة عزيزة ونادرة حسب المصادر التاريخية.

### التجارة
عرفت القلعة تجارة كبيرة في القرن التاسع عشر والعشرين بحيث كانت سوقا لجميع ضواحيها من ولاية معسكر والبرج وغليزان وسجرارة وكان لها سوق بيوم السبت وكان مشهورا لعرض وشراء الزرابي محلية الصنع.

## الدين
ومن الرجالات أيضا ممن ذاع صيتهم العلمي ابن الصباغ القلعي وهو محمد ابن عبد الرحمان المؤرخ والقاضي تولى مسؤولية القضاء وله الكثير من المؤلفات وكنتيجة لنفوذه تعرض للعديد من المضايقات من طرف الحكام الزيانيون.ومع قدوم العثمانيون تحالف معهم على طرد العدو الاسباني وقد نال الهدايا والمباركة من طرف خير الدين برباروس نظير جهاده توفي الشيخ العام 931هـ/1524مـ ودفن بمليانة .
ومن الأَسماء اللامعة نذكر الشيخ مصطفى الرماصي خريج مدرسة مازونة والذي فاقت شهرته حدود بلده شرقا وغربا في منتصف القرن الثاني عشر ميلادي بين علماء المذهب المالكي، وهو صاحب الحاشية الشهيرة وقد ذكره الحفناوي في كتابه تعريف الخلفْ فقال:«العلامة المتفنن والجهبد الناقد المحقق من اذعنت له في وقته الأقران ولم يتخلف في فضله وسعة علمه اثنانْ» تخرج عليه خيرة العلماء في الداخل والخارج.
إلى جانب أَسماء أخرون لهم حرمتهم عند سكان المنطقة لمكانتهم العلمية وتأثيرهم في المجتمع من ذلك مقام إبراهيم التازي المتوفي 09 ماي 1462مـ من أتباع وتلاميذ محمد بن عمر الهواريْ في المشيخة ومن أهم أعماله إدخال الماء لمدينة وهران ونقل من وهران بعد خمسون سنة من وفاته إلى قلعة بني راشد وهذا بعد ان اتخذ الاسبان قبره مخمرة فاستنكر ذلك تلاميذته وقاموا بنقله سرا إلى قلعة بني راشد ذلك لان الشيخ الهواري ذو أصول عريقة من المدينة ذاتها من قلعة هوارة...إلى جانب دحمان و صالح بن علي و احمد السهلي امحمد.
كما تحوي المدينة الكثير من المَـساجد العتيقة منها المسجد العتيق الذي بناه محمد الكبير وافتتح في العام 1734مـ ومسجد أيوب بدار الشيخ ومسجد راس القلعة والذي يعود إلى العام 1886مـ ومسجد السوخ التاريخي والذي اشتهر بـ«معركة الطلبة» ومسجد سليمان بحي الكَـركوري.
كما تشير الآثار المادية إلى وجود مقبرة يهودية قديمة بالقلعة تعرف «بالبياضة» وهذا قبل ان يهاجر اليهود المدينة نتيجة الظروف الاقتصادية والسياسية لا زالت مجرد أطلال لا تبدو للناظر...
قلعة بني راشد المدينة المَنسية التَاريخية الحَضارية التي أبت إلى أن تزول رغم أنَّ العامل البشري أبى إلا ان يُـهملها ويهمشها ويلغيها من مسيرة التاريخ، فاتلفت الكثير من المعالم ودكت تحت مرأى ونظر القائمين على الثقافة والثرات سواء التي تشير إلى عصور ما قبل التاريخ أو التي تؤرخ للفترة العثمانية وما بعدها ولم تتوانى أي جهة إلى يومنا هذا انقاذ ما يمكن انقاذه لتكون المسؤولية جماعية يتحمل وزرها الكل سواء الحركات الجمعوية الثقافية على مستوى الولاية التي أصبحت مجرد الاسم والجهات الرسمية والباحث الكل في فَـلك الصمت.

## الآثار
لقد أسس أحد مواطني البلدة السيد بوعلام معزة متحفين متواضعين بالقلعة جمع بالأول مخطوطات وتحف وأواني وأسلحة قديمة تعود إلى حقب زمنية تعود إلى 5 قرون قد خلت. ويحتوي المتحف الثاني الألبسة التقليدية وأدوات نسج زربية القلعة الشهيرة وغيرها.المبادرة بعمليات إعادة الاعتبار لآثار قلعة بني راشد

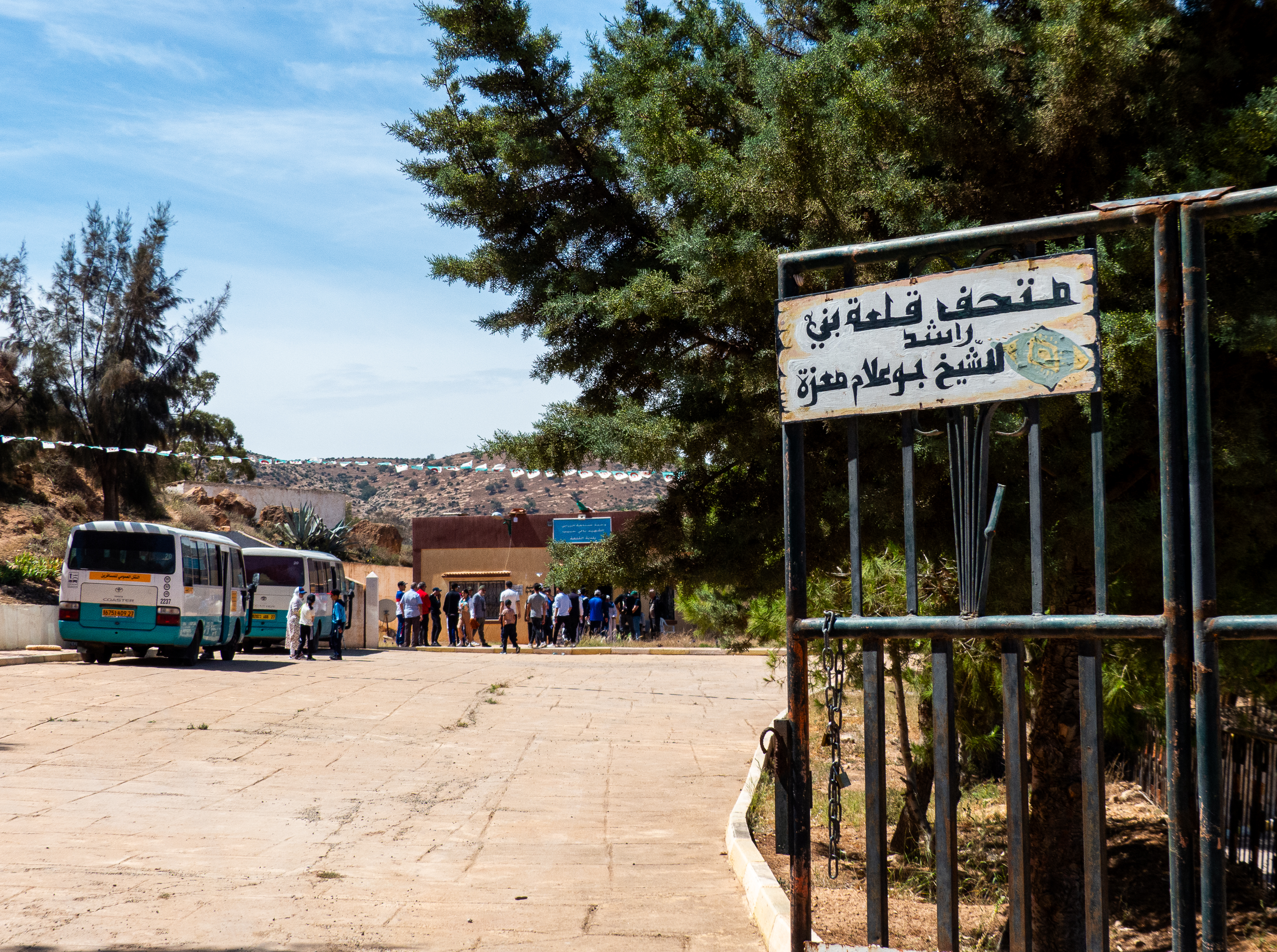
متحف قلعة بني راشد للشيح بوعلام معزة
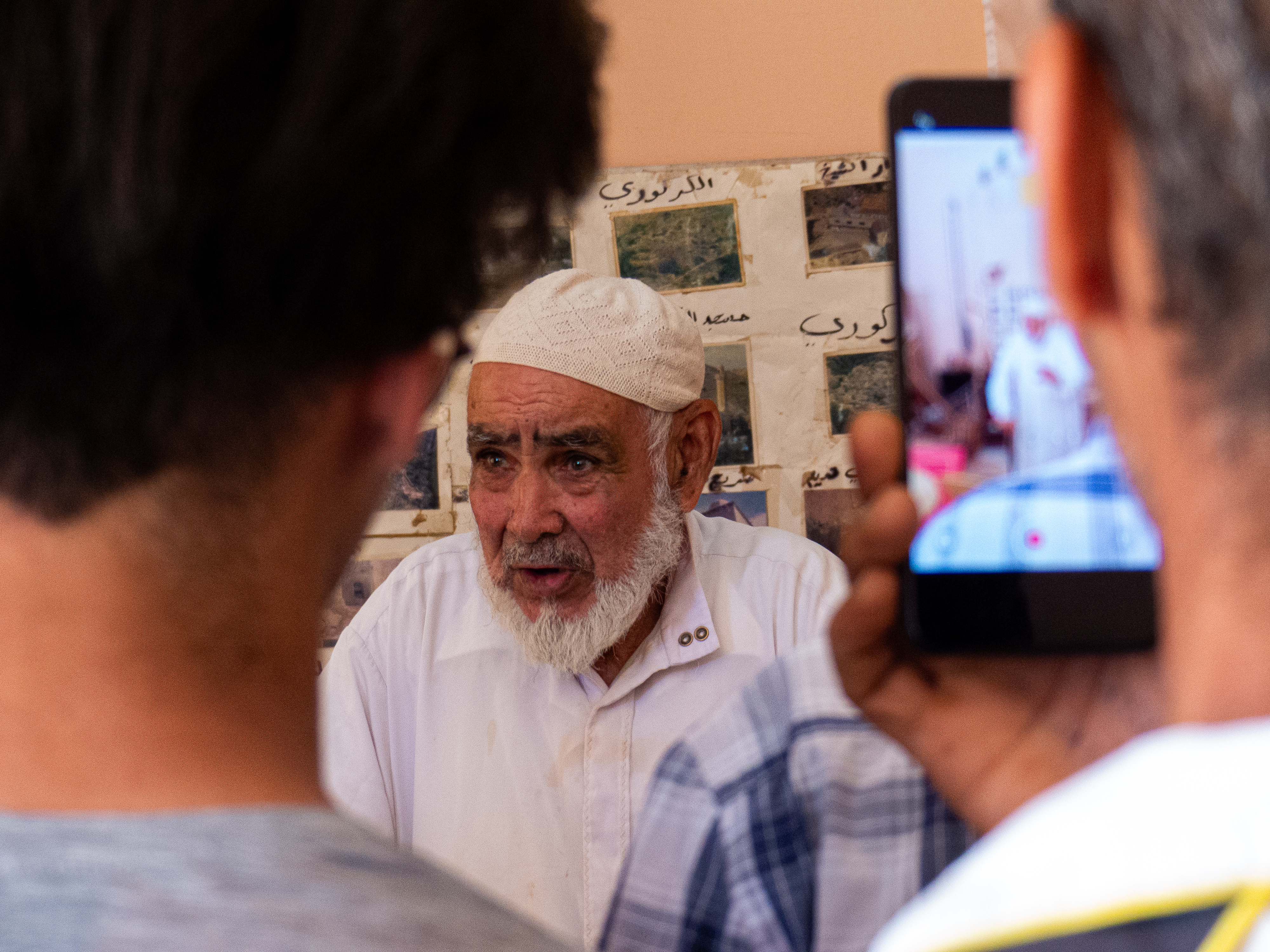
بوعلام معزة

## أعلام
- سيدي الهواري
- أحمد بن يوسف

## مقالات ذات صلة
- غليزان
- معسكر
- مستغانم

## وصلة خارجية
- بلديـة القلعة